# Frente Unido del Consorcio Ambazonia del Camerún Meridional
El Frente Unido del Consorcio Ambazonia del Camerún Meridional (en inglés Southern Cameroons Ambazonia Consortium United Front) o SCACUF era un movimiento secesionista no violento  con el objetivo declarado de la independencia de la República Federal de Ambazonia. Como  Organización paraguas consistía en una fusión de distintos movimientos separatistas.
El 1 de octubre de 2017 declaró la independencia de Ambazonia con Sisiku Julius Ayuk Tabe como Presidente de Ambazonia, que más tarde se cambió el nombre a sí mismo como Gobierno interino de Ambazonia.